# Senatori della IX legislatura della Repubblica Italiana
Questo elenco riporta i nomi dei senatori della IX legislatura della Repubblica Italiana dopo le elezioni politiche del 1983.
Durante la IX legislatura della Repubblica Italiana si alternarono - fra il 12 luglio 1983 e il 1º luglio 1987 - 356 senatori, dei quali 340 (il 95,51%) di sesso maschile e soltanto 16 di sesso femminile, con un'età media complessiva di 56,81 anni.

## Consistenza dei gruppi
| Gruppo                                                 | Inizio | Inizio | Inizio | Fine |
| Gruppo                                                 | Eletti | A vita | Totale | Fine |
| ------------------------------------------------------ | ------ | ------ | ------ | ---- |
| Democratico Cristiano (DC)                             | 120    | 1      | 121    | 120  |
| Comunista (PCI)                                        | 89     | 1      | 90     | 92   |
| Partito Socialista Italiano (PSI)                      | 38     | -      | 38     | 39   |
| Sinistra indipendente (SI)                             | 18     | 1      | 19     | 17   |
| Movimento Sociale Italiano - Destra Nazionale (MSI-DN) | 18     | -      | 18     | 16   |
| Repubblicano (PRI)                                     | 11     | 1      | 12     | 12   |
| Partito Socialista Democratico Italiano (PSDI)         | 8      | 1      | 9      | 9    |
| Partito Liberale Italiano (PLI)                        | -      | -      | -      | 6    |
| Gruppo misto                                           | 13     | 2      | 15     | 11   |
| Totale                                                 | 315    | 7      | 322    | 324  |

- Dei 107 senatori eletti nella lista del PCI, 89 aderirono al gruppo PCI, 18 al gruppo SI.
- Il senatore eletto nella lista PLI-PRI aderì al gruppo PRI.
- I 13 senatori di origine elettiva aderenti al gruppo misto erano così ripartiti: 6 Partito Liberale Italiano, 1 Partito Radicale, 3 Partito Popolare Sudtirolese, 1 Liga Veneta, 1 Partito Sardo d'Azione, 1 UV-UVP-DEMPOP.
- Il sito istituzionale del Senato indica erroneamente Francesco Antonio De Cataldo come eletto per la regione Puglia anziché per la regione Basilicata, circoscrizione nella quale l'elezione è stata invece convalidata[3].

## Composizione storica
| Nominativo                   | Regione               | Collegio                             | Gruppo (lista)        |
| ---------------------------- | --------------------- | ------------------------------------ | --------------------- |
| Lucio Abis                   | Sardegna              | Oristano                             | DC                    |
| Achille Accili               | Abruzzo               | L'Aquila-Sulmona                     | DC                    |
| Susanna Agnelli              | Piemonte              | Pinerolo                             | PRI                   |
| Antonio Alberti              | Calabria              | Catanzaro                            | SI (PCI)              |
| Alfredo Alfani               | Abruzzo               | Teramo                               | PCI                   |
| Francesco Alici              | Emilia-Romagna        | Rimini                               | PCI                   |
| Gianfranco Aliverti          | Lombardia             | Como                                 | DC                    |
| Luigi Anderlini              | Lazio                 | Rieti                                | SI (PCI)              |
| Antonio Silvano Andriani     | Toscana               | Pistoia                              | PCI                   |
| Gastone Angelin              | Veneto                | Chioggia                             | PCI                   |
| Alcide Angeloni              | Toscana               | Massa-Carrara                        | DC                    |
| Renzo Antoniazzi             | Lombardia             | Cremona                              | PCI                   |
| Giulio Carlo Argan           | Lazio                 | Roma VII                             | PCI                   |
| Giuseppe Avellone            | Sicilia               | Partinico-Monreale                   | DC                    |
| Ennio Baiardi                | Piemonte              | Vercelli                             | PCI                   |
| Carlo Baldi                  | Piemonte              | Cuneo-Saluzzo                        | DC                    |
| Paolo Barsacchi              | Toscana               | Massa-Carrara                        | PSI                   |
| Attilio Bastianini           | Piemonte              | Torino Centro                        | Misto (PLI)           |
| Nereo Battello               | Friuli-Venezia Giulia | Gorizia                              | PCI                   |
| Luciano Bausi                | Toscana               | Firenze I                            | DC                    |
| Vito Bellafiore              | Sicilia               | Alcamo                               | PCI                   |
| Gianfilippo Benedetti        | Marche                | Fermo                                | PCI                   |
| Claudio Beorchia             | Friuli-Venezia Giulia | Tolmezzo                             | DC                    |
| Enzo Berlanda                | Lombardia             | Clusone                              | DC                    |
| Giovanni Berlinguer          | Sardegna              | Iglesias                             | PCI                   |
| Angelo Bernassola            | Basilicata            | Lagonegro                            | DC                    |
| Cesare Biglia                | Lombardia             | Milano III                           | MSI-DN                |
| Antonio Bisaglia             | Veneto                | Bassano del Grappa                   | DC                    |
| Lovrano Bisso                | Liguria               | Genova I                             | PCI                   |
| Carlo Boggio                 | Piemonte              | Vercelli                             | DC                    |
| Arrigo Boldrini              | Emilia-Romagna        | Ravenna                              | PCI                   |
| Rodolfo Bollini              | Lombardia             | Rho                                  | PCI                   |
| Vincenzo Bombardieri         | Lombardia             | Treviglio                            | DC                    |
| Adriano Bompiani             | Lazio                 | Roma VII                             | DC                    |
| Renzo Bonazzi                | Emilia-Romagna        | Reggio Emilia                        | PCI                   |
| Francesco Paolo Bonifacio    | Campania              | Piedimonte Matese - Sessa Aurunca    | DC                    |
| Eugenio Bozzello Verole      | Piemonte              | Ivrea                                | PSI                   |
| Peter Brugger                | Trentino-Alto Adige   | Bressanone                           | Misto (PPST)          |
| Paolo Bufalini               | Lazio                 | Roma III                             | PCI                   |
| Andrea Buffoni               | Lombardia             | Busto Arsizio                        | PSI                   |
| Ivo Butini                   | Toscana               | Montevarchi                          | DC                    |
| Antonio Calì                 | Campania              | Napoli II                            | PCI                   |
| Nino Calice                  | Basilicata            | Melfi                                | PCI                   |
| Salvatore Campus             | Sardegna              | Sassari                              | DC                    |
| Nedeo Canetti                | Liguria               | Imperia                              | PCI                   |
| Giuseppe Cannata             | Puglia                | Taranto                              | PCI                   |
| Guido Carli                  | Lombardia             | Milano I                             | DC                    |
| Pietro Carmeno               | Puglia                | Cerignola                            | PCI                   |
| Vincenzo Carollo             | Sicilia               | Termini Imerese - Cefalù             | DC                    |
| Gianuario Carta              | Sardegna              | Nuoro                                | DC                    |
| Quintino Antonio Cartia      | Piemonte              | Cuneo-Saluzzo                        | PRI                   |
| Aroldo Cascia                | Marche                | Jesi-Senigallia                      | PCI                   |
| Roberto Cassola              | Piemonte              | Alessandria-Tortona                  | PSI                   |
| Angelo Castelli              | Lombardia             | Bergamo                              | DC                    |
| Franco Castiglione           | Friuli-Venezia Giulia | Cividale del Friuli                  | PSI                   |
| Stefano Cavaliere            | Puglia                | Foggia - San Severo                  | DC                    |
| Filippo Cavazzuti            | Emilia-Romagna        | Modena                               | SI (PCI)              |
| Anna Gabriella Ceccatelli    | Piemonte              | Alba                                 | DC                    |
| Onorio Cengarle              | Veneto                | Este                                 | DC                    |
| Giuseppe Cerami              | Sicilia               | Palermo II                           | DC                    |
| Mario Cheri                  | Sardegna              | Nuoro                                | PCI                   |
| Giuseppe Chiarante           | Lombardia             | Mantova                              | PCI                   |
| Gerardo Chiaromonte          | Campania              | Napoli VI                            | PCI                   |
| Francesco Cimino             | Sicilia               | Patti                                | PSI                   |
| Cesarino Dante Cioce         | Puglia                | Barletta-Trani                       | PSDI                  |
| Giovanni Silvestro Coco      | Sicilia               | Caltanissetta                        | DC                    |
| Alessandra Codazzi           | Veneto                | Treviso                              | DC                    |
| Napoleone Colajanni          | Piemonte              | Torino FIAT Aeritalia Ferriere       | PCI                   |
| Pietro Colella               | Campania              | Nocera Inferiore                     | DC                    |
| Vittorino Colombo (n. 1925)  | Lombardia             | Cantù                                | DC                    |
| Vittorino Colombo (n. 1924)  | Veneto                | Verona I                             | DC                    |
| Maria Paola Colombo Svevo    | Lombardia             | Lecco                                | DC                    |
| Mario Condorelli             | Campania              | Napoli I                             | DC                    |
| Vito Consoli                 | Puglia                | Martina Franca                       | PCI                   |
| Gianfranco Conti Persini     | Lombardia             | Como                                 | PSDI                  |
| Francesco Cossiga            | Sardegna              | Tempio-Ozieri                        | DC                    |
| Armando Cossutta             | Lombardia             | Vigevano                             | PCI                   |
| Luigi Covatta                | Emilia-Romagna        | Portomaggiore                        | PSI                   |
| Giorgio Covi                 | Lombardia             | Milano III                           | PRI                   |
| Salvatore Crocetta           | Sicilia               | Piazza Armerina                      | PCI                   |
| Sergio Cuminetti             | Emilia-Romagna        | Piacenza                             | DC                    |
| Michele Curella              | Sicilia               | Agrigento                            | DC                    |
| Giulio D'Agostini            | Lazio                 | Frosinone                            | DC                    |
| Saverio Damagio              | Sicilia               | Piazza Armerina                      | DC                    |
| Saverio D'Amelio             | Basilicata            | Tricarico                            | DC                    |
| Francesco Antonio De Cataldo | Basilicata            | Lagonegro                            | PSI                   |
| Germano De Cinque            | Abruzzo               | Chieti                               | DC                    |
| Eduardo De Filippo           | A vita                | –                                    | SI                    |
| Giorgio De Giuseppe          | Puglia                | Gallipoli-Galatina                   | DC                    |
| Francesco De Martino         | Campania              | Napoli III                           | PSI                   |
| Giorgio De Sabbata           | Marche                | Pesaro-Fano                          | PCI                   |
| Sandrino De Toffol           | Veneto                | San Donà di Piave                    | PCI                   |
| Salverino De Vito            | Campania              | Sant'Angelo dei Lombardi             | DC                    |
| Costante Degan               | Veneto                | Mirano                               | DC                    |
| Giorgio Degola               | Emilia-Romagna        | Castelnovo ne' Monti - Sassuolo      | DC                    |
| Libero Della Briotta         | Lombardia             | Sondrio                              | PSI                   |
| Onio Della Porta             | Lazio                 | Viterbo                              | DC                    |
| Riccardo Di Corato           | Puglia                | Molfetta                             | PCI                   |
| Araldo di Crollalanza        | Puglia                | Bari                                 | MSI-DN                |
| Osvaldo Di Lembo             | Molise                | Larino                               | DC                    |
| Francesco Di Nicola          | Sicilia               | Trapani                              | PSI                   |
| Alfredo Diana                | Lombardia             | Lodi                                 | DC                    |
| Francesco D'Onofrio          | Campania              | Napoli IV                            | DC                    |
| Enzo Enriques Agnoletti      | Toscana               | Firenze III                          | SI (PCI)              |
| Franco Evangelisti           | Lazio                 | Sora-Cassino                         | DC                    |
| Fabio Fabbri                 | Emilia-Romagna        | Borgotaro-Salsomaggiore              | PSI                   |
| Franca Falcucci              | Campania              | Cerreto Sannita                      | DC                    |
| Severino Fallucchi           | Puglia                | Lucera                               | DC                    |
| Amintore Fanfani             | A vita                | –                                    | DC                    |
| Guido Fanti                  | Emilia-Romagna        | Bologna II                           | PCI                   |
| Giuseppe Fassino             | Piemonte              | Cuneo-Saluzzo                        | Misto (PLI)           |
| Nevio Felicetti              | Abruzzo               | Pescara                              | PCI                   |
| Giovanni Ferrara             | Lombardia             | Milano V                             | PRI                   |
| Nicola Ferrara               | Puglia                | Cerignola                            | DC                    |
| Maurizio Ferrara             | Lazio                 | Velletri                             | PCI                   |
| Mario Ferrari Aggradi        | Veneto                | Conegliano-Oderzo                    | DC                    |
| Cristoforo Filetti           | Sicilia               | Acireale                             | MSI-DN                |
| Giuseppe Fimognari           | Calabria              | Locri                                | DC                    |
| Ajmone Finestra              | Lazio                 | Frosinone                            | MSI-DN                |
| Beniamino Finocchiaro        | Puglia                | Molfetta                             | PSI                   |
| Pietro Fiocchi               | Lombardia             | Lecco                                | Misto (PLI)           |
| Peppino Fiori                | Sardegna              | Oristano                             | SI (PCI)              |
| Sergio Flamigni              | Emilia-Romagna        | Cesena                               | PCI                   |
| Elio Fontana                 | Lombardia             | Salò                                 | DC                    |
| Sergio Fontanari             | Trentino-Alto Adige   | Pergine Valsugana                    | Misto (PPST)          |
| Armando Foschi               | Emilia-Romagna        | Rimini                               | DC                    |
| Pietro Fosson                | Valle d'Aosta         | Aosta                                | Misto (UV-UVP-DEMPOP) |
| Giuseppe Fracassi            | Abruzzo               | Avezzano                             | DC                    |
| Francesco Franco             | Calabria              | Reggio Calabria                      | MSI-DN                |
| Luigi Franza                 | Campania              | Benevento - Ariano Irpino            | PSDI                  |
| Salvatore Frasca             | Calabria              | Rossano                              | PSI                   |
| Ignazio Marcello Gallo       | Piemonte              | Torino Centro                        | DC                    |
| Renato Garibaldi             | Lombardia             | Pavia                                | PSI                   |
| Luigi Genovese               | Sicilia               | Patti                                | DC                    |
| Gabriella Gherbez            | Friuli-Venezia Giulia | Trieste II                           | PCI                   |
| Aldo Giacché                 | Liguria               | La Spezia                            | PCI                   |
| Delio Giacometti             | Veneto                | Schio                                | DC                    |
| Gioacchino Giangregorio      | Puglia                | Bitonto                              | MSI-DN                |
| Lorenzo Gianotti             | Piemonte              | Susa                                 | PCI                   |
| Antonio Gioino               | Campania              | Sant'Angelo dei Lombardi             | PCI                   |
| Graziano Girardi             | Veneto                | Vittorio Veneto - Montebelluna       | Misto (LV)            |
| Gino Giugni                  | Veneto                | San Donà di Piave                    | PSI                   |
| Raffaele Giura-Longo         | Basilicata            | Matera                               | PCI                   |
| Bruno Giust                  | Friuli-Venezia Giulia | Pordenone                            | DC                    |
| Franco Giustinelli           | Umbria                | Terni                                | PCI                   |
| Mario Gozzini                | Toscana               | Firenze II                           | SI (PCI)              |
| Piergiorgio Gradari          | Veneto                | Venezia                              | MSI-DN                |
| Luigi Granelli               | Lombardia             | Vimercate                            | DC                    |
| Niccolò Grassi Bertazzi      | Sicilia               | Acireale                             | DC                    |
| Francesco Greco              | Sicilia               | Siracusa                             | PSI                   |
| Vinci Grossi                 | Umbria                | Città di Castello                    | PCI                   |
| Libero Gualtieri             | Emilia-Romagna        | Ravenna                              | PRI                   |
| Giuseppe Paolo Guarascio     | Calabria              | Crotone                              | PCI                   |
| Manlio Ianni                 | Lazio                 | Rieti                                | DC                    |
| Giuseppe Iannone             | Puglia                | Lucera                               | PCI                   |
| Nicola Imbriaco              | Campania              | Napoli IV                            | PCI                   |
| Bruno Kessler                | Trentino-Alto Adige   | Mezzolombardo                        | DC                    |
| Antonino La Russa            | Sicilia               | Catania II                           | MSI-DN                |
| Raniero La Valle             | Sicilia               | Agrigento                            | SI (PCI)              |
| Nicola Lapenta               | Basilicata            | Potenza                              | DC                    |
| Giovanni Leone               | A vita                | –                                    | Misto                 |
| Giacomo Leopizzi             | Veneto                | Padova                               | PRI                   |
| Lucio Libertini              | Piemonte              | Casale Monferrato - Chivasso         | PCI                   |
| Nicolò Lipari                | Veneto                | Cittadella                           | DC                    |
| Giovanni Battista Loi        | Sardegna              | Iglesias                             | Misto (PSDA)          |
| Domenico Raffaello Lombardi  | Molise                | Campobasso-Isernia                   | DC                    |
| Nicola Loprieno              | Toscana               | Volterra                             | SI (PCI)              |
| Maurizio Lotti               | Lombardia             | Ostiglia                             | PCI                   |
| Emanuele Macaluso            | Sicilia               | Ragusa                               | PCI                   |
| Roberto Maffioletti          | Lazio                 | Tivoli                               | PCI                   |
| Giovanni Malagodi            | Lombardia             | Milano I                             | Misto (PLI)           |
| Nicola Mancino               | Campania              | Avellino                             | DC                    |
| Fabio Maravalle              | Umbria                | Orvieto                              | PSI                   |
| Michele Marchio              | Lazio                 | Roma II                              | MSI-DN                |
| Andrea Margheri              | Lombardia             | Monza                                | PCI                   |
| Riccardo Margheriti          | Toscana               | Siena                                | PCI                   |
| Elena Marinucci Mariani      | Abruzzo               | L'Aquila-Sulmona                     | PSI                   |
| Maria Eletta Martini         | Toscana               | Viareggio                            | DC                    |
| Francesco Martorelli         | Calabria              | Cosenza                              | PCI                   |
| Andrea Mascagni              | Trentino-Alto Adige   | Rovereto                             | PCI                   |
| Giuseppe Mascaro             | Calabria              | Rossano                              | DC                    |
| Cornelio Masciadri           | Piemonte              | Verbano-Cusio-Ossola                 | PSI                   |
| Francesco Mazzola            | Piemonte              | Mondovì                              | DC                    |
| Leonardo Melandri            | Emilia-Romagna        | Forlì-Faenza                         | DC                    |
| Giovanni Battista Melotto    | Veneto                | Verona Pianura                       | DC                    |
| Delio Meoli                  | Liguria               | Genova III                           | PSI                   |
| Luigi Meriggi                | Lombardia             | Voghera                              | PCI                   |
| Cesare Merzagora             | A vita                | –                                    | Misto                 |
| Pietro Mezzapesa             | Puglia                | Monopoli                             | DC                    |
| Silvio Miana                 | Emilia-Romagna        | Castelnovo ne' Monti - Sassuolo      | PCI                   |
| Armelino Milani              | Lombardia             | Pavia                                | PCI                   |
| Eliseo Milani                | Lombardia             | Milano VI                            | SI (PCI)              |
| Giuseppe Miroglio            | Piemonte              | Asti                                 | DC                    |
| Tommaso Mitrotti             | Puglia                | Monopoli                             | MSI-DN                |
| Karl Mitterdorfer            | Trentino-Alto Adige   | Bolzano                              | Misto (PPST)          |
| Marisa Moltisanti            | Sicilia               | Noto                                 | MSI-DN                |
| Riccardo Monaco              | Campania              | Napoli V                             | MSI-DN                |
| Vincenzo Mondo               | Sicilia               | Barcellona Pozzo di Gotto            | PRI                   |
| Amleto Monsellato            | Puglia                | Tricase                              | PSI                   |
| Giuseppe Montalbano          | Sicilia               | Sciacca                              | PCI                   |
| Arrigo Morandi               | Emilia-Romagna        | Bologna I                            | PCI                   |
| Antonio Muratore             | Lazio                 | Tivoli                               | PSI                   |
| Antonino Murmura             | Calabria              | Vibo Valentia                        | DC                    |
| Claudio Napoleoni            | Piemonte              | Biella                               | SI (PCI)              |
| Gualtiero Nepi               | Marche                | Ascoli Piceno                        | DC                    |
| Carla Federica Nespolo       | Piemonte              | Acqui Terme - Novi Ligure            | PCI                   |
| Enrico Novellini             | Lombardia             | Ostiglia                             | PSI                   |
| Franca Ongaro                | Veneto                | Venezia                              | SI (PCI)              |
| Giuseppe Orciari             | Marche                | Jesi-Senigallia                      | PSI                   |
| Giulio Orlando               | Puglia                | Martina Franca                       | DC                    |
| Adriano Ossicini             | Lazio                 | Roma VI                              | SI (PCI)              |
| Arturo Pacini                | Toscana               | Lucca                                | DC                    |
| Pietro Padula                | Lombardia             | Brescia                              | DC                    |
| Antonio Pagani               | Puglia                | Lecce                                | DC                    |
| Maurizio Pagani              | Piemonte              | Novara                               | PSDI                  |
| Vincenzo Palumbo             | Sicilia               | Messina                              | Misto (PLI)           |
| Luigi Panigazzi              | Lombardia             | Voghera                              | PSI                   |
| Antonino Papalia             | Veneto                | Este                                 | PCI                   |
| Francesco Parrino            | Sicilia               | Alcamo                               | PSDI                  |
| Alessio Pasquini             | Toscana               | Montevarchi                          | PCI                   |
| Gianfranco Pasquino          | Emilia-Romagna        | Portomaggiore                        | SI (PCI)              |
| Carlo Pastorino              | Liguria               | Genova IV                            | DC                    |
| Francesco Patriarca          | Campania              | Castellammare di Stabia              | DC                    |
| Angelo Pavan                 | Veneto                | Vittorio Veneto - Montebelluna       | DC                    |
| Ugo Pecchioli                | Piemonte              | Torino Dora Oltre Stura Collina      | PCI                   |
| Edoardo Perna                | Lazio                 | Roma IV                              | PCI                   |
| Onofrio Petrara              | Puglia                | Altamura                             | PCI                   |
| Giuseppe Petrilli            | Toscana               | Arezzo                               | DC                    |
| Piero Pieralli               | Toscana               | Prato                                | PCI                   |
| Luigi Pingitore              | Calabria              | Lamezia Terme                        | SI (PCI)              |
| Biagio Pinto                 | Campania              | Sala Consilina - Vallo della Lucania | PRI                   |
| Michele Pinto                | Campania              | Sala Consilina - Vallo della Lucania | DC                    |
| Francesco Pintus             | Lombardia             | Varese                               | SI (PCI)              |
| Pietro Pirolo                | Campania              | Napoli III                           | MSI-DN                |
| Giorgio Pisanò               | Lombardia             | Milano II                            | MSI-DN                |
| Pietro Pistolese             | Campania              | Napoli IV                            | MSI-DN                |
| Sergio Pollastrelli          | Lazio                 | Viterbo                              | PCI                   |
| Carlo Pollidoro              | Piemonte              | Alessandria-Tortona                  | PCI                   |
| Renato Pollini               | Toscana               | Grosseto                             | PCI                   |
| Giorgio Postal               | Trentino-Alto Adige   | Pergine Valsugana                    | DC                    |
| Cesare Pozzo                 | Piemonte              | Torino Centro                        | MSI-DN                |
| Giovanni Prandini            | Lombardia             | Chiari                               | DC                    |
| Giuliano Procacci            | Lombardia             | Milano V                             | PCI                   |
| Enrico Quaranta              | Campania              | Sala Consilina - Vallo della Lucania | PSI                   |
| Giovanni Ranalli             | Lazio                 | Civitavecchia                        | PCI                   |
| Ivano Rasimelli              | Umbria                | Perugia II                           | PCI                   |
| Antonio Rastrelli            | Campania              | Napoli II                            | MSI-DN                |
| Camilla Ravera               | A vita                | –                                    | PCI                   |
| Francesco Rebecchini         | Lombardia             | Crema                                | DC                    |
| Raimondo Ricci               | Liguria               | Genova II                            | PCI                   |
| Antonino Riggio              | Sicilia               | Corleone-Bagheria                    | DC                    |
| Dino Riva                    | Veneto                | Belluno                              | PSDI                  |
| Massimo Riva                 | Lombardia             | Abbiategrasso                        | SI (PCI)              |
| Roberto Romei                | Lombardia             | Milano IV                            | DC                    |
| Carlo Romei                  | Calabria              | Castrovillari-Paola                  | DC                    |
| Pino Romualdi                | Lazio                 | Roma I                               | MSI-DN                |
| Marina Rossanda              | Lombardia             | Vimercate                            | PCI                   |
| Aride Rossi                  | Toscana               | Firenze I                            | PRI (PLI-PRI)         |
| Emilio Rubbi                 | Emilia-Romagna        | Fiorenzuola d'Arda - Fidenza         | DC                    |
| Roberto Ruffilli             | Lazio                 | Roma II                              | DC                    |
| Gian Carlo Ruffino           | Liguria               | Savona                               | DC                    |
| Mariano Rumor                | Veneto                | Vicenza                              | DC                    |
| Ferdinando Russo             | Campania              | Santa Maria Capua Vetere - Aversa    | SI (PCI)              |
| Rosa Russo Jervolino         | Abruzzo               | Lanciano-Vasto                       | DC                    |
| Ersilia Salvato              | Campania              | Torre del Greco                      | PCI                   |
| Franco Salvi                 | Lombardia             | Breno                                | DC                    |
| Aldo Sandulli                | Lazio                 | Roma I                               | DC                    |
| Carmelo Santalco             | Sicilia               | Barcellona Pozzo di Gotto            | DC                    |
| Giuseppe Santonastaso        | Campania              | Caserta                              | DC                    |
| Learco Saporito              | Umbria                | Foligno-Spoleto                      | DC                    |
| Giuseppe Saragat             | A vita                | –                                    | PSDI                  |
| Gaetano Scamarcio            | Puglia                | Bitonto                              | PSI                   |
| Decio Scardaccione           | Basilicata            | Corleto Perticara                    | DC                    |
| Gino Scevarolli              | Lombardia             | Mantova                              | PSI                   |
| Dante Schietroma             | Lazio                 | Frosinone                            | PSDI                  |
| Renzo Sclavi                 | Lombardia             | Voghera                              | PSDI                  |
| Pietro Scoppola              | Lazio                 | Roma VIII                            | DC                    |
| Vittorio Sega                | Veneto                | Rovigo                               | PCI                   |
| Domenico Segreto             | Sicilia               | Sciacca                              | PSI                   |
| Michele Sellitti             | Campania              | Nocera Inferiore                     | PSI                   |
| Nicola Signorello            | Liguria               | Imperia                              | DC                    |
| Silvano Signori              | Toscana               | Grosseto                             | PSI                   |
| Mario Signorino              | Lombardia             | Milano III                           | Misto (PR)            |
| Giovanni Spadolini           | Lombardia             | Milano I                             | PRI                   |
| Roberto Spano                | Veneto                | Chioggia                             | PSI                   |
| Ottavio Spano                | Sardegna              | Tempio-Ozieri                        | PSI                   |
| Giorgio Spitella             | Umbria                | Perugia I                            | DC                    |
| Dante Stefani                | Emilia-Romagna        | Bologna III - Imola                  | PCI                   |
| Rodolfo Tambroni Armaroli    | Marche                | Macerata                             | DC                    |
| Alfonso Tanga                | Campania              | Benevento - Ariano Irpino            | DC                    |
| Eugenio Tarabini             | Lombardia             | Sondrio                              | DC                    |
| Antonio Taramelli            | Lombardia             | Lodi                                 | PCI                   |
| Paolo Emilio Taviani         | Liguria               | Chiavari                             | DC                    |
| Giglia Tedesco Tatò          | Toscana               | Arezzo                               | PCI                   |
| Umberto Terracini            | Toscana               | Livorno                              | PCI                   |
| Angelo Tomelleri             | Veneto                | Verona Collina                       | DC                    |
| Giuseppe Tonutti             | Friuli-Venezia Giulia | Udine                                | DC                    |
| Mario Toros                  | Friuli-Venezia Giulia | Cividale del Friuli                  | DC                    |
| Gino Torri                   | Lombardia             | Brescia                              | PCI                   |
| Riccardo Triglia             | Piemonte              | Casale Monferrato - Chivasso         | DC                    |
| Nicola Trotta                | Campania              | Eboli                                | PSI                   |
| Boris Ulianich               | Campania              | Napoli I                             | SI (PCI)              |
| Giovanni Battista Urbani     | Liguria               | Savona                               | PCI                   |
| Pietro Valenza               | Campania              | Afragola                             | PCI                   |
| Leo Valiani                  | A vita                | –                                    | PRI                   |
| Salvatore Valitutti          | Lazio                 | Roma I                               | Misto (PLI)           |
| Dario Valori                 | Umbria                | Orvieto                              | PCI                   |
| Giuliano Vassalli            | Lazio                 | Sora-Cassino                         | PSI                   |
| Claudio Vecchi               | Emilia-Romagna        | Ferrara                              | PCI                   |
| Tullio Vecchietti            | Emilia-Romagna        | Carpi                                | PCI                   |
| Bruno Vella                  | Lazio                 | Rieti                                | PSI                   |
| Claudio Venanzetti           | Lazio                 | Roma I                               | PRI                   |
| Giovanni Venturi             | Marche                | Urbino                               | DC                    |
| Vincenzo Vernaschi           | Lombardia             | Cremona                              | DC                    |
| Glicerio Vettori             | Trentino-Alto Adige   | Rovereto                             | DC                    |
| Dino Viola                   | Lazio                 | Roma V                               | DC                    |
| Roberto Visconti             | Campania              | Salerno                              | PCI                   |
| Giuseppe Vitale              | Sicilia               | Caltagirone                          | PCI                   |
| Claudio Vitalone             | Puglia                | Tricase                              | DC                    |
| Paolo Volponi                | Marche                | Urbino                               | PCI                   |
| Benigno Zaccagnini           | Emilia-Romagna        | Borgotaro-Salsomaggiore              | DC                    |
| Sisinio Zito                 | Calabria              | Locri                                | PSI                   |

## Senatori proclamati eletti ad inizio legislatura
Di seguito i senatori proclamati eletti in surrogazione dei candidati plurieletti optanti per la Camera dei deputati.
| Surrogato        | Surrogante              | Lista | Circoscrizione        |
| ---------------- | ----------------------- | ----- | --------------------- |
| Raffaele Costa   | Attilio Bastianini      | PLI   | Piemonte              |
| Bruno Visentini  | Quintino Antonio Cartia | PRI   | Piemonte              |
| Franco Nicolazzi | Maurizio Pagani         | PSDI  | Piemonte              |
| Paolo Zanini     | Francesco Pintus        | PCI   | Lombardia             |
| Loris Fortuna    | Franco Castiglione      | PSI   | Friuli-Venezia Giulia |
| Vincenzo Visco   | Antonio Papalia         | PCI   | Veneto                |
| Andrea Geremicca | Antonio Gioino          | PCI   | Campania              |

1. ↑  In seguito all'ulteriore opzione di Francesco De Carli per la Camera.

## Modifiche intervenute

### Modifiche intervenute nella composizione dell'assemblea
| Uscente                   | Entrante                  | Data subentro | Circoscrizione                |
| ------------------------- | ------------------------- | ------------- | ----------------------------- |
| Umberto Terracini         | Giuseppe Botti            | 14.12.1983    | Toscana                       |
| Aldo Sandulli             | Augusto Del Noce          | 15.02.1984    | Lazio                         |
| Giuseppe Miroglio         | Carlo Donat-Cattin        | 15.02.1984    | Piemonte                      |
| Alfredo Alfani            | Enrico Giuseppe Graziani  | 07.03.1984    | Abruzzo                       |
| Enrico Quaranta           | Francesco Iannelli        | 19.03.1984    | Campania                      |
| Dario Valori              | Giancarlo Comastri        | 23.03.1984    | Umbria                        |
| Giuseppe Fracassi         | Corradino Di Stefano      | 18.04.1984    | Abruzzo                       |
| Onio Della Porta          | Mario Costa               | 09.05.1984    | Lazio                         |
| Antonio Bisaglia          | Emilio Neri               | 11.07.1984    | Veneto                        |
| –                         | Carlo Bo                  | 18.07.1984    | A vita (nomina presidenziale) |
| –                         | Norberto Bobbio           | 18.07.1984    | A vita (nomina presidenziale) |
| Pino Romualdi             | Ferdinando Signorelli     | 19.09.1984    | Lazio                         |
| Antonio Papalia           | Lionello Puppi            | 17.04.1985    | Veneto                        |
| Pietro Pirolo             | Roberto Galdieri          | 15.05.1985    | Campania                      |
| Libero Della Briotta      | Maurizio Noci             | 13.06.1985    | Lombardia                     |
| –                         | Sandro Pertini            | 29.06.1985    | A vita (di diritto)           |
| Angelo Tomelleri          | Giuliano Gusso            | 09.07.1985    | Veneto                        |
| Francesco Cossiga         | Angelo Lai                | 09.07.1985    | Sardegna                      |
| Rodolfo Tambroni Armaroli | Angelo Lotti              | 31.07.1985    | Marche                        |
| Nicola Signorello         | Giuseppe Oriana           | 24.10.1985    | Liguria                       |
| Mario Cheri               | Mario Birardi             | 22.11.1985    | Sardegna                      |
| Francesco Parrino         | Salvatore Bellafiore      | 29.11.1985    | Sicilia                       |
| Pietro Padula             | Gian Pietro Rossi         | 22.01.1986    | Lombardia                     |
| Araldo di Crollalanza     | Antonio Del Prete         | 29.01.1986    | Puglia                        |
| Nicola Lapenta            | Carmelo Francesco Salerno | 27.02.1986    | Basilicata                    |
| Roberto Galdieri          | Nicola Costanzo           | 26.03.1986    | Campania                      |
| Gian Pietro Rossi         | Felice Calcaterra         | 25.06.1986    | Lombardia                     |
| Giuseppe Botti            | Alessandro Lippi          | 25.06.1986    | Toscana                       |
| Enzo Enriques Agnoletti   | Sergio Gigli              | 18.09.1986    | Toscana                       |
| Paolo Barsacchi           | Piero Fabiani             | 09.10.1986    | Toscana                       |
| Carlo Romei               | Ernesto Pucci             | 22.10.1986    | Calabria                      |
| Giuliano Procacci         | Italo Nicoletto           | 26.11.1986    | Lombardia                     |
| Pietro Pistolese          | Gerardo De Prisco         | 07.05.1987    | Campania                      |
| Angelo Lotti              | Alfredo Trifogli          | 23.06.1987    | Marche                        |
| Peter Brugger             | –                         | –             | Trentino-Alto Adige           |

### Modifiche intervenute nella composizione dei gruppi

#### Democrazia Cristiana
- Nessuna modifica intervenuta.

#### Partito Comunista Italiano
- In data 23.09.1986 la consistenza del gruppo aumenta di un'unità per effetto dell'adesione di Sergio Gigli, subentrato a Enzo Enriques Agnoletti già appartenente al gruppo SI.

#### Partito Socialista Italiano
- In data 31.07.1984 aderisce al gruppo Norberto Bobbio, divenuto senatore a vita.
- In data 29.06.1985 aderisce al gruppo Sandro Pertini, divenuto senatore a vita.

#### Sinistra indipendente
- In data 31.08.1984 la consistenza del gruppo diminuisce di un'unità per il decesso del senatore a vita Eduardo De Filippo.
- In data 07.09.1986 la consistenza del gruppo diminuisce di un'unità: Sergio Gigli (subentrato a Enzo Enriques Agnoletti) aderisce al gruppo PCI.

#### Movimento Sociale Italiano - Destra Nazionale
- Nessuna modifica intervenuta.

#### Partito Repubblicano Italiano
- Nessuna modifica intervenuta.

#### Partito Socialista Democratico Italiano
- Nessuna modifica intervenuta.

#### Partito Liberale Italiano
- Nessuna modifica intervenuta.

#### Gruppo misto
- In data 31.07.1984 aderisce al gruppo Carlo Bo, divenuto senatore a vita.

## Organizzazione interna ai gruppi
| Gruppo                                        | Presidente | Vicepresidenti | Segretari | Altre cariche                                            |
| --------------------------------------------- | --- | --- | --- | -------------------------------------------------------- |
| Democratico Cristiano                         | - Antonio Bisaglia (fino al 24.06.1984) - Nicola Mancino (dal 4.07.1984)                                                               | - Gianfranco Aliverti (dal 20.12.1985) Vicepresidenti vicari: - Nicola Mancino (fino al 4.07.1984) - Vincenzo Carollo - Gianfranco Aliverti (dal 13.07.1984 al 20.12.1985)                                                                          | - Gianfranco Aliverti (fino al 13.07.1984) - Learco Saporito - Ivo Butini (dal 13.07.1984)                                                                                           | Segretari amministrativi - Elio Fontana                  |
| Comunista                                     | - Gerardo Chiaromonte (fino al 24.04.1986) - Ugo Pecchioli (subentrato il 24.04.1986)                                                  | Vicepresidenti vicari: - Piero Pieralli | - Roberto Maffioletti - Arrigo Morandi - Carla Federica Nespolo - Sergio Pollastrelli (dal 4.05.1984) - Giuseppe Cannata (dal 1º.10.1986)                                            | –                                                        |
| Partito Socialista Italiano                   | - Fabio Fabbri (fino al 6.08.1986) - Giuliano Vassalli (dal 6.08.1986)                                                                 | - Gino Scevarolli (dal 27.09.1983) - Franco Castiglione (dal 30.01.1986) Vicepresidenti vicari: - Paolo Barsacchi (fino al 27.09.1983) - Gino Scevarolli (fino al 27.09.1983) - Andrea Buffoni (dal 30.09.1986) - Francesco Cimino (dal 30.09.1986) | - Eugenio Bozzello Verole (fino al 22.09.1983) - Andrea Buffoni (dal 22.09.1983 al 30.01.1986) - Francesco Cimino (dal 22.09.1983 al 30.01.1986) - Michele Sellitti (dal 22.09.1983) | –                                                        |
| Sinistra indipendente                         | - Adriano Ossicini (fino al 19.06.1985) - Claudio Napoleoni (dal 19.06.1985)                                                           | Vicepresidenti vicari: - Eliseo Milani | - Francesco Pintus (fino al 19.06.1985) - Filippo Cavazzuti (dal 19.06.1985) | –                                                        |
| Movimento Sociale Italiano - Destra Nazionale | - Araldo di Crollalanza (fino al 10.04.1985) - Michele Marchio (dal 10.04.1985)                                                        | - Michele Marchio (fino al 10.04.1985) - Pietro Pistolese (dall'11.11.1985) Vicepresidenti vicari: - Pietro Pistolese (fino all'11.11.1985) - Cesare Biglia (dall'11.11.1985)                                                                       | - Ciccio Franco (fino all'11.11.1985) - Tommaso Mitrotti - Cesare Pozzo (fino all'11.11.1985)                                                                                        | Revisori dei conti - Ajmone Finestra - Antonio Rastrelli |
| Repubblicano                                  | - Libero Gualtieri | Vicepresidenti vicari: - Claudio Venanzetti | – | –                                                        |
| Partito Socialista Democratico Italiano       | - Gianfranco Conti Persini (fino all'11.08.1983) - Dante Schietroma (dall'11.08.1983)                                                  | Vicepresidenti vicari: - Maurizio Pagani (dal 15.03.1983) | - Dino Riva | –                                                        |
| Partito Liberale Italiano                     | - Giovanni Malagodi | Vicepresidenti vicari: - Attilio Bastianini (dal 22.02.1984) | - Attilio Bastianini (fino al 22.02.1984) - Pietro Fiocchi (dal 5.10.1985) | –                                                        |
| Gruppo misto                                  | - Giovanni Malagodi (PLI) (fino al 5.10.1983) - Peter Brugger (SVP) (dal 6.10.1983 al 6.04.1986) - Pietro Fosson (UV) (dal 26.06.1986) | Vicepresidenti vicari: - Peter Brugger (SVP) (fino al 5.10.1983) - Pietro Fosson (UV) (fino al 26.06.1986) - Karl Mitterdorfer (SVP) (dal 26.06.1986)                                                                                               | - Graziano Girardi (Liga Veneta) | –                                                        |

### Composizione dei comitati direttivi
Democratico Cristiano
- Onio Della Porta (fino al 28.04.1984)
- Maria Eletta Martini
- Arturo Pacini (fino al 20.12.1985)
- Pietro Scoppola
- Mario Toros
- Giovanni Venturi (fino al 13.07.1984)
- Rosa Jervolino Russo (dal 19.10.1983 al 20.12.1985)
- Osvaldo Di Lembo (dal 26.10.1983)
- Pietro Mezzapesa (dal 26.10.1983)
- Claudio Beorchia (dal 13.07.1984)
- Severino Fallucchi (dal 13.07.1984)
- Maria Paola Colombo Svevo (dal 20.12.1985)
- Gian Carlo Ruffino (dal 24.10.1986)

Comunista
- Giovanni Berlinguer (fino al 19.09.1985)
- Paolo Bufalini
- Giovanni Calice
- Giuseppe Cannata (fino al 1º.10.1986)
- Armando Cossutta
- Maurizio Ferrara (fino al 19.09.1985)
- Lucio Libertini (fino al 19.09.1985)
- Maurizio Lotti
- Andrea Margheri
- Edoardo Romano Perna
- Ilvano Rasimelli (fino al 19.09.1985)
- Raimondo Ricci
- Ersilia Salvato
- Dante Stefani
- Giglia Tatò Tedesco
- Dario Valori (fino al 20.03.1984)
- Giuseppe Vitale (fino al 19.09.1985)
- Antonio Silvano Andriani (dal 19.09.1985)
- Renzo Antoniazzi (dal 19.09.1985)
- Rodolfo Pietro Bollini (dal 19.09.1985)
- Sandrino De Toffol (dal 19.09.1985)
- Nicola Imbriaco (dal 19.09.1985)
- Paolo Volponi (dal 19.09.1985)

Partito Socialista Italiano
- Franco Castiglione (dal 22.09.1983 al 30.01.1986)
- Libero Della Briotta (dal 22.09.1983 al 10.06.1985)
- Salvatore Frasca (dal 22.09.1983)
- Giuseppe Orciari (dal 22.09.1983)
- Ottavio Spano (dal 22.09.1983)
- Bruno Vella (dal 22.09.1983)
- Renato Garibaldi (dal 30.01.1986)
- Amleto Monsellato (dal 30.01.1986)
- Antonio Muratore (dal 30.01.1986)
- Maurizio Noci (dal 30.01.1986)
- Luigi Panigazzi (dal 30.01.1986)

Sinistra indipendente
- Filippo Cavazzuti (fino al 19.06.1985)
- Mario Gozzini
- Massimo Riva (dal 19.06.1985)

Movimento Sociale Italiano - Destra Nazionale
- Cesare Biglia (fino all'11.11.1985)
- Cesare Pozzo (dall'11.11.1985)